# Christian Jensen (Meteorologe)
Christian Albrecht Theodor Jensen (* 10. November 1867 in Neumünster (Holstein); † 23. November 1942 in Hamburg) war ein deutscher Physiker und Meteorologe sowie Hochschullehrer an der Universität Hamburg.
Der Pastorensohn studierte 1891–96 in Straßburg und Kiel und promovierte 1898 bei Leonhard Weber in Kiel über Photometrie des Himmels. Darauf wurde er 1895–99 Assistent am Physikalischen Institut der Universität Kiel, 1900–22 Assistent und Mitarbeiter am Physikalischen Staatslaboratorium in Hamburg sowie wissenschaftliches Mitglied der Technischen Staatslehranstalt Hamburg. Im Jahr 1920 habilitierte er sich in Hamburg und wurde 1932 außerordentlicher Professor der Kosmischen Physik. Durch Kinderlähmung stark behindert, wandte er sich der Himmelsstrahlung und der atmosphärischen Polarisation zu. So sammelte er alle bis 1909 vorhandenen Beobachtungen der neutralen Punkte der Himmelspolarisation. Die Erklärung gelang auch aufgrund seiner Vorarbeiten erst um 1950 den Astronomen Wiktor Hambardsumjan, Subrahmanyan Chandrasekhar und Zdeněk Sekera. Im November 1933 unterzeichnete er das Bekenntnis der deutschen Professoren zu Adolf Hitler.

## Schriften
- mit Friedrich Busch: Tatsachen und Theorien der atmosphärischen Polarisation (1910)
- Himmelsstrahlung, in: Handbuch der Physik, Bd. 19 (1928)
- (Hrsg.): Die Wolken Probleme der kosmischen Physik, Leipzig 1936